# Бьёнтегор, Эрленн
Э́рленн Э́веренн Бьёнтегор (норв. Erlend Øvereng Bjøntegaard; род. 30 июля 1990, Конгсберг) — норвежский биатлонист, победитель и призёр чемпионатов мира среди юниоров.

## Карьера
На соревнованиях международного уровня дебютировал в 2008 году на юниорском чемпионате мира в Рупольдинге, выступая в возрастной категории до 19 лет. Там Эрленн завоевал серебро в составе эстафеты, а в личных гонках не поднялся выше десятой позиции.
Год спустя, в канадском Кенморе Бьёнтегор стал серебряным призёром спринта, а в гонке преследования сумел выиграть золотую медаль. Четвёртую медаль на юниорских первенствах норвежец завоевал в 2011 году на соревнованиях в Нове-Место, став бронзовым призёром эстафетной гонки.
На взрослых соревнованиях впервые выступил в ноябре 2010 года в рамках первого этапа Кубка IBU в Бейтостолене, где он в двух спринтерских гонках показал 29-е и 46-е места. Более регулярно на Кубке IBU Бьёнтегор стал выступать в сезоне 2011/12 и даже смог одержать первую профессиональную победу в Альтенберге, выиграв спринтерскую гонку.
Дебютировал в кубке мира 25 ноября 2012 года в составе смешанной эстафеты на первом этапе Кубка мира и в первом же старте смог завоевать со своей командой второе место.
В сезоне 2017/2018 в рамках шестого этапа кубка мира он завоевал свою первую личную награду на кубке мира заняв третье место в масс-старте.
Завершил карьеру после окончания сезона 2022/2023.

## Выступления на молодёжных чемпионатах мира

### Юниорские и молодёжные достижения
| Год  | Место проведения | Возраст | Индивидуальная гонка | Спринт | Гонка преследования | Эстафета |
| ---- | ---------------- | ------- | -------------------- | ------ | ------------------- | -------- |
| 2008 | ЧМ Рупольдинг    | U19     | 13                   | 10     | 14                  | 2        |
| 2009 | ЧМ Кэнмор        | U19     | 31                   | 2      | 1                   | 6        |
| 2010 | ЧМ Турсбю        | U21     | —                    | 41     | 36                  | 9        |
| 2011 | ЧМ Нове-Место    | U21     | 6                    | 6      | 4                   | 3        |

### Результаты на Олимпийских играх
| Год  | Место проведения | Спринт | Гонка преследования | Индивидуальная гонка | Масс Старт | Эстафета | Смешанная эстафета |
| ---- | ---------------- | ------ | ------------------- | -------------------- | ---------- | -------- | ------------------ |
| 2018 | Пхёнчхан         | 5      | 9                   | —                    | 7          | —        | —                  |

### Результаты на Чемпионатах мира
| Год  | Место проведения     | Спринт | Гонка преследования | Индивидуальная гонка | Масс старт | Эстафета | Смешанная эстафета | Сингл-микст |
| ---- | -------------------- | ------ | ------------------- | -------------------- | ---------- | -------- | ------------------ | ----------- |
| 2016 | Осло                 | 69     | —                   | —                    | —          | —        | —                  | —           |
| 2019 | Эстерсунд            | 7      | 15                  | 64                   | 22         | —        | —                  | —           |
| 2020 | Антхольц-Антерсельва | 35     | 15                  | —                    | —          | —        | —                  | —           |

## Результаты выступлений в Кубке мира
| 2020/2021 Итоги | 2020/2021 Итоги | Контиолахти | Контиолахти | Контиолахти | Контиолахти | Контиолахти | Хохфильцен | Хохфильцен | Хохфильцен | Хохфильцен | Хохфильцен | Хохфильцен | Обрехоф | Обрехоф | Обрехоф | Обрехоф | Оберхоф | Оберхоф | Оберхоф | Антхольц | Антхольц | Антхольц | ЧМ Поклюка | ЧМ Поклюка | ЧМ Поклюка | ЧМ Поклюка | ЧМ Поклюка | ЧМ Поклюка | ЧМ Поклюка | Нове-Место | Нове-Место | Нове-Место | Нове-Место | Нове-Место | Нове-Место | Нове-Место | Эстерсунд | Эстерсунд | Эстерсунд |
| Очков           | Место           | Инд         | Спр         | Спр         | Пр          | Эст         | Спр        | Пр         | Эст        | Спр        | Пр         | МС         | Спр     | Пр      | См      | Осм     | Спр     | Эст     | МС      | Инд      | Эст      | МС       | См         | Спр        | Пр         | Инд        | Осм        | Эст        | МС         | Эст        | Спр        | Пр         | Спр        | Пр         | См         | Осм        | Спр       | Пр        | МС        |
| 240             | 31              | 13          | 24          | 5           | 11          | —           | 25         | DNS        | —          | —          | —          | —          | —       | —       | —       | —       | 20      | —       | 22      | 9        | —        | 6        | —          | —          | —          | —          | —          | —          | —          | —          | —          | —          | —          | —          | —          | —          | —         | —         | —         |

| 2019/2020 Итоги | 2019/2020 Итоги | Эстерсунд | Эстерсунд | Эстерсунд | Эстерсунд | Эстерсунд | Хохфильцен | Хохфильцен | Хохфильцен | Анси | Анси | Анси | Оберхоф | Оберхоф | Оберхоф | Рупольдинг | Рупольдинг | Рупольдинг | Поклюка | Поклюка | Поклюка | Поклюка | ЧМ Антхольц | ЧМ Антхольц | ЧМ Антхольц | ЧМ Антхольц | ЧМ Антхольц | ЧМ Антхольц | ЧМ Антхольц | Нове-Место | Нове-Место | Нове-Место | Контиолахти | Контиолахти | Контиолахти | Контиолахти | Холменколлен | Холменколлен | Холменколлен |
| Очков           | Место           | См        | Осм       | Спр       | Инд       | Эст       | Спр        | Пр         | Эст        | Спр  | Пр   | МС   | Спр     | Эст     | МС      | Спр        | Эст        | Пр         | Инд     | См      | Осм     | МС      | См          | Спр         | Пр          | Инд         | Осм         | Эст         | МС          | Спр        | Эст        | МС         | Спр         | Пр          | См          | Осм         | Спр          | Пр           | МС           |
| 495             | 12              | —         | —         | 8         | 13        | 1         | 15         | 17         | 1          | 5    | 8    | 9    | 8       | 1       | 13      | 20         | 2          | 16         | 36      | —       | —       | 6       | —           | 35          | 15          | —           | —           | —           | —           | —          | —          | 5          | 25          | 6           | отм         | отм         | отм          | отм          | отм          |

| 2018/2019 Итоги | 2018/2019 Итоги | Поклюка | Поклюка | Поклюка | Поклюка | Поклюка | Хохфильцен | Хохфильцен | Хохфильцен | Нове-Место | Нове-Место | Нове-Место | Оберхоф | Оберхоф | Оберхоф | Рупольдинг | Рупольдинг | Рупольдинг | Антхольц | Антхольц | Антхольц | Канмор | Канмор | Канмор | Солт-Лейк-Сити | Солт-Лейк-Сити | Солт-Лейк-Сити | Солт-Лейк-Сити | ЧМ Эстерсунд | ЧМ Эстерсунд | ЧМ Эстерсунд | ЧМ Эстерсунд | ЧМ Эстерсунд | ЧМ Эстерсунд | ЧМ Эстерсунд | Холменколлен | Холменколлен | Холменколлен |
| Очков           | Место           | ОСм     | См      | Инд     | Спр     | Пр      | Спр        | Пр         | Эст        | Спр        | Пр         | МС         | Спр     | Пр      | Эст     | Спр        | Эст        | МС         | Спр      | Пр       | МС       | Инд    | Эст    | Спр    | Спр            | Пр             | ОСм            | См             | См           | Спр          | Пр           | Инд          | ОСм          | Эст          | МС           | Спр          | Пр           | МС           |
| 499             | 16              | —       | —       | =38     | 21      | 12      | 63         | —          | —          | 10         | 9          | 5          | 32      | 25      | 7       | 48         | —          | 23         | 2        | 17       | 22       | 16     | 1      | отм    | 27             | 23             | 5              | —              | —            | 7            | 15           | 64           | —            | —            | 22           | 15           | 18           | 20           |

| 2017/2018 Итоги | 2017/2018 Итоги | Эстерсунд | Эстерсунд | Эстерсунд | Эстерсунд | Эстерсунд | Хохфильцен | Хохфильцен | Хохфильцен | Анси | Анси | Анси | Оберхоф | Оберхоф | Оберхоф | Рупольдинг | Рупольдинг | Рупольдинг | Антхольц | Антхольц | Антхольц | ОИ Пхёнчхан | ОИ Пхёнчхан | ОИ Пхёнчхан | ОИ Пхёнчхан | ОИ Пхёнчхан | ОИ Пхёнчхан | Контиолахти | Контиолахти | Контиолахти | Контиолахти | Холменколлен | Холменколлен | Холменколлен | Тюмень | Тюмень | Тюмень |
| Очков           | Место           | ОСЭ       | См        | Инд       | Спр       | Пр        | Спр        | Пр         | Эст        | Спр  | Пр   | МС   | Спр     | Пр      | Эст     | Инд        | Эст        | МС         | Спр      | Пр       | МС       | Спр         | Пр          | Инд         | МС          | См          | Эст         | Спр         | ОСЭ         | См          | МС          | Спр          | Пр           | Эст          | Спр    | Пр     | МС     |
| 321             | 26              | —         | —         | —         | —         | —         | 41         | 34         | 1          | 25   | 10   | 10   | —       | —       | —       | 21         | —          | —          | 36       | 11       | 3        | 5           | 9           | —           | 7           | —           | —           | 24          | —           | —           | 27          | 23           | 34           | —            | 37     | 16     | 2      |

| 2016/2017 Итоги | 2016/2017 Итоги | Эстерсунд | Эстерсунд | Эстерсунд | Эстерсунд | Эстерсунд | Поклюка | Поклюка | Поклюка | Нове-Место | Нове-Место | Нове-Место | Оберхоф | Оберхоф | Оберхоф | Рупольдинг | Рупольдинг | Рупольдинг | Антхольц | Антхольц | Антхольц | ЧМ Хохфильцен | ЧМ Хохфильцен | ЧМ Хохфильцен | ЧМ Хохфильцен | ЧМ Хохфильцен | ЧМ Хохфильцен | Пхёнчхан | Пхёнчхан | Пхёнчхан | Контиолахти | Контиолахти | Контиолахти | Контиолахти | Холменколлен | Холменколлен | Холменколлен |
| Очков           | Место           | ОСЭ       | См        | Инд       | Спр       | Пр        | Спр     | Пр      | Эст     | Спр        | Пр         | МС         | Спр     | Пр      | МС      | Спр        | Пр         | Эст        | Инд      | Эст      | МС       | См            | Спр           | Пр            | Инд           | Эст           | МС            | Спр      | Пр       | Эст      | Спр         | Пр          | ОСЭ         | См          | Спр          | Пр           | МС           |
| 178             | 40              | —         | —         | 51        | 22        | 37        | 38      | 32      | 9       | 10         | 16         | 20         | 40      | 30      | —       | 21         | 8          | —          | 61       | —        | —        | —             | —             | —             | —             | —             | —             | 64       | —        | —        | —           | —           | —           | —           | —            | —            | —            |

| 2015/2016 Итоги | 2015/2016 Итоги | Эстерсунд | Эстерсунд | Эстерсунд | Эстерсунд | Эстерсунд | Хохфильцен | Хохфильцен | Хохфильцен | Поклюка | Поклюка | Поклюка | Рупольдинг | Рупольдинг | Рупольдинг | Рупольдинг | Рупольдинг | Рупольдинг | Антхольц | Антхольц | Антхольц | Кэнмор | Кэнмор | Кэнмор | Кэнмор | Преск-Айл | Преск-Айл | Преск-Айл | ЧМ Холменколлен | ЧМ Холменколлен | ЧМ Холменколлен | ЧМ Холменколлен | ЧМ Холменколлен | ЧМ Холменколлен | Ханты-Мансийск | Ханты-Мансийск | Ханты-Мансийск |
| Очков           | Место           | ОСЭ       | См        | Инд       | Спр       | Пр        | Спр        | Пр         | Эст        | Спр     | Пр      | МС      | Спр        | Пр         | МС         | Инд        | Эст        | МС         | Спр      | Пр       | Эст      | ОСЭ    | См     | Спр    | МС     | Спр       | Пр        | Эст       | См              | Спр             | Пр              | Инд             | Эст             | МС              | Спр            | Пр             | МС             |
| 147             | 44              | —         | —         | —         | —         | —         | —          | —          | —          | —       | —       | —       | 17         | 27         | —          | 9          | —          | 28         | 67       | —        | 3        | —      | —      | —      | —      | 10        | 5         | 1         | —               | 69              | —               | —               | —               | —               | DNS            | —              | отм            |

| 2014/2015 Итоги | 2014/2015 Итоги | Эстерсунд | Эстерсунд | Эстерсунд | Эстерсунд | Хохфильцен | Хохфильцен | Хохфильцен | Поклюка | Поклюка | Поклюка | Оберхоф | Оберхоф | Оберхоф | Рупольдинг | Рупольдинг | Рупольдинг | Антхольц | Антхольц | Антхольц | Нове-Место | Нове-Место | Нове-Место | Нове-Место | Холменколлен | Холменколлен | Холменколлен | Контиолахти | Контиолахти | Контиолахти | Контиолахти | Контиолахти | Контиолахти | Ханты-Мансийск | Ханты-Мансийск | Ханты-Мансийск |
| Очков           | Место           | См        | Инд       | Спр       | Пр        | Спр        | Эст        | Пр         | Спр     | Пр      | МС      | Эст     | Спр     | МС      | Эст        | Спр        | МС         | Спр      | Пр       | Эст      | ОСм        | См         | Спр        | Пр         | Инд          | Спр          | Эст          | См          | Спр         | Пр          | Инд         | Эст         | МС          | Спр            | Пр             | МС             |
| 135             | 45              | —         | —         | —         | —         | —          | —          | —          | 22      | 14      | 14      | —       | 22      | —       | 1          | 19         | —          | —        | —        | —        | —          | —          | 27         | 38         | 39           | —            | DNS          | —           | —           | —           | —           | —           | —           | 39             | DNS            | —              |

| 2013/2014 Итоги | 2013/2014 Итоги | Эстерсунд | Эстерсунд | Эстерсунд | Эстерсунд | Хохфильцен | Хохфильцен | Хохфильцен | Анси | Анси | Анси | Оберхоф | Оберхоф | Оберхоф | Рупольдинг | Рупольдинг | Рупольдинг | Антхольц | Антхольц | Антхольц | Зимние Олимпийские Игры | Зимние Олимпийские Игры | Зимние Олимпийские Игры | Зимние Олимпийские Игры | Зимние Олимпийские Игры | Зимние Олимпийские Игры | Поклюка | Поклюка | Поклюка | Контиолахти | Контиолахти | Контиолахти | Холменколлен | Холменколлен | Холменколлен |
| Очков           | Место           | См        | Инд       | Спр       | Пр        | Спр        | Эст        | Пр         | Эст  | Спр  | Пр   | Спр     | Пр      | МС      | Эст        | Инд        | Пр         | Спр      | Пр       | Эст      | См                      | Спр                     | Пр                      | Инд                     | Эст                     | МС                      | Спр     | Пр      | МС      | См          | Спр         | Пр          | Спр          | Пр           | МС           |
| 1               | 85              | —         | —         | —         | —         | —          | —          | —          | 5    | 58   | 40   | —       | —       | —       | —          | —          | —          | —        | —        | —        | —                       | —                       | —                       | —                       | —                       | —                       | —       | —       | —       | —           | —           | —           | —            | —            | —            |

| 2012/2013 Итоги | 2012/2013 Итоги | Эстерсунд | Эстерсунд | Эстерсунд | Эстерсунд | Хохфильцен | Хохфильцен | Хохфильцен | Поклюка | Поклюка | Поклюка | Оберхоф | Оберхоф | Оберхоф | Рупольдинг | Рупольдинг | Рупольдинг | Антхольц | Антхольц | Антхольц | Чемпионат мира в Нове-место | Чемпионат мира в Нове-место | Чемпионат мира в Нове-место | Чемпионат мира в Нове-место | Чемпионат мира в Нове-место | Чемпионат мира в Нове-место | Холменколлен | Холменколлен | Холменколлен | Сочи | Сочи | Сочи | Ханты-Мансийск | Ханты-Мансийск | Ханты-Мансийск |
| Очков           | Место           | См        | Инд       | Спр       | Пр        | Спр        | Пр         | Эст        | Спр     | Пр      | МС      | Эст     | Спр     | Пр      | Эст        | Спр        | МС         | Спр      | Пр       | Эст      | См                          | Спр                         | Пр                          | Инд                         | Эст                         | МС                          | Спр          | Пр           | МС           | Инд  | Спр  | Эст  | Спр            | Пр             | МС             |
| 119             | 50              | 2         | 7         | 13        | 32        | 77         | —          | —          | —       | —       | —       | 2       | 35      | 44      | —          | 37         | —          | 56       | DNS      | —        | —                           | —                           | —                           | —                           | —                           | —                           | 30           | 51           | —            | 16   | 76   | —    | —              | —              | —              |

1. 1 2  https://www.teamnor.no/profiler/skiskyting/erlend-overeng-bjontegaard/